# Szkiełko podstawowe

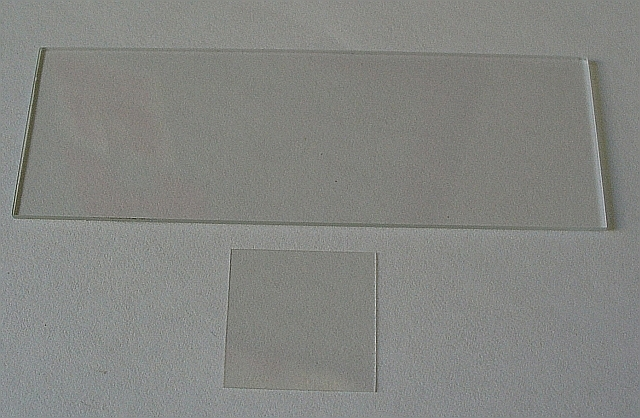
Szkiełko podstawowe (na górze) i nakrywkowe (na dole)

Szkiełko podstawowe, zwane też przedmiotowym – prostokątna płytka szklana, która służy do umieszczenia na niej materiału obserwowanego za pomocą mikroskopu (biologiczny preparat mikroskopowy). Szkiełko podstawowe umieszcza się na stoliku przedmiotowym mikroskopu.
Może to być zwykły fragment szkła lub też specjalnie przygotowany do określonych celów, jak np. hemocytometr, służący do liczenia komórek. Powierzchnia może być cała gładka lub posiadać matowe pole umożliwiające podpisanie preparatu. Brzegi mogą być cięte lub szlifowane. Szkiełka podstawowe mają zwykle wymiary 76 x 26 x 1 mm lub zbliżone, np.:25,4 x 76,2 x 1,2 mm